# Anaphes pannonicus
Anaphes pannonicus är en stekelart som först beskrevs av Soyka 1946.  Anaphes pannonicus ingår i släktet Anaphes och familjen dvärgsteklar. Inga underarter finns listade i Catalogue of Life.